# 弗拉基米尔·伊瓦绍夫
弗拉基米尔·谢尔盖耶维奇·伊瓦绍夫（羅馬化：Vladimir Sergeyevich Ivashov；1939年8月28日—1995年3月23日），苏联男演员。

## 人物
弗拉基米尔·伊瓦绍夫有超过三十年的从演经历。 他以1959年在电影士兵之歌中出演的士兵形象而为人所知。他凭借这个角色在1960年的 莫斯科国际电影节上获得列宁奖。这部电影在克里姆林宫得到展映。
弗拉基米尔·谢尔盖耶维奇·伊瓦绍夫由于急性胃溃疡在1995三月23日死于莫斯科，享年55岁。为了纪念他，柳德米拉·朱拉夫寥娃于1978年发现的小行星12978以他的名字命名。

## 家庭
妻子是女演员斯维特兰娜·斯维特利奇娜娅，与其有两个儿子。.

## 主要作品
- 士兵之歌 (1959)
- 七个保姆 (1962) as Viktor
- 当代英雄：塔曼·马克西姆·马克西莫维奇 (1965)
- 哈克贝利·芬的冒险 (1973)
- 雅罗斯拉夫 (1976)
- 土星环事件  (1978)
- 星际观察员 (1980)